# Гекони щурохвості
Гекони щурохвості (Agamura) — рід геконів з підродини Справжні гекони. Має 3 види. Інша назва «Павучі гекони».

## Опис
Це невеликі гекони. Відрізняється сіруватим пісочним кольором з темними поперечними смугами на спині і верхній стороні лап та хвоста. Кремезне, з великою головою та непомірно довгими тонкими кінцівками. Тіло цих геконів вкрито дрібними, неправильно розташованими пласкими зернятками луски, перемішаними з численними більшими горбиками. Довгі прямі пальці позбавлені прикріплюючих пластинок, разом з тим різко тоншаючий хвіст їх має.

## Спосіб життя
Представники цього роду геконів мешкають у кам'янистих напівпустелях, де ведуть нічний спосіб життя, зрідка з'являючись й у денний час. Харчуються комахами та дрібними безхребетними, павуками.
Це яйцекладні ящірки. За 1 раз відкладають зазвичай 2 яйця. За сезон буває декілька кладок.

## Розповсюдження
Мешкають в пустельних місцевостях Східного Ірану, Афганістану та Північно-Західної Індії.

## Види
- Agamura femoralis
- Agamura misonnei
- Agamura persica(інші мови)